# Biserica „Adormirea Maicii Domnului” din Gaidar
Biserica „Adormirea Maicii Domnului” este o biserică amplasată în Gaidar, Găgăuzia, Republica Moldova. Este un monument arhitectural de importanță națională inclus în Registrul monumentelor Republicii Moldova ocrotite de stat cu nr. 184 (raionul Ceadîr-Lunga). Datează din 1905.

## Istorie
În surse documentare din 1827 se menționează că în 1820 (în alte surse 1821) în Gaidar a fost construită și sfințită o biserică de lemn; existența ei a fost consemnată într-un recensământ (revizie) din 1835, cât și de istoricul A. A. Skalkovski în 1848. Ctitorul lăcașului a fost slujitorul bisericesc Kozma Lupov Mokriev (1763-1853).
Construcția clădirii curente a bisericii a început în 1901, prin dispoziția Sfântului Sinod și binecuvântarea Episcopului de Akkerman Arkadi, Episcopului de Chișinău și Hotin Neofit (Nevodcikov) și Arhiepiscopului Vladimir. Planurile de construcție au fost aduse din Kiev. A fost folosită piatră din sud-estul Guberniei Basarabiei (în prezent regiunea Odesa din Ucraina). Lucrările de construcție au durat patru ani, astfel încât sfințirea noului lăcaș a avut loc în 1905. Clopotele au fost achiziționate puțin mai târziu, de la Moscova.
Biserica a fost închisă în 1948, motivul oficial fiind starea sa avariată. În anii 1950, a existat o tentativă a autorităților sovietice de a demola clădirea, dar acest lucru nu s-a întâmplat datorită protestului sătenilor. Biserica a fost redeschisă pentru slujbe în 1988.